# Der er et yndigt land
Der er et Yndigt Land ('Hi ha una bella terra') és l'himne nacional civil de Dinamarca. Si la família real està present, l'himne real Kong Christian stod ved højen mast és usat. La lletra va ser escrita el 1819 per Adam Oehlenschläger i va dur el lema: Ille terrarum mihi praeter omnes Angulus ridet (Horaci). La música va ser composta el 1835 per H.E. Krøyer, i després modificada per Th. Laub i Carl Nielsen.